# Бессель, Фридрих Вильгельм
Фридрих Вильгельм Бе́ссель (нем. Friedrich Wilhelm Bessel; 22 июля 1784, Минден — 17 марта 1846, Кёнигсберг) — немецкий математик и астроном, ученик Карла Фридриха Гаусса.
Иностранный член Лондонского королевского общества (1825), Парижской академии наук (1840; корреспондент с 1816), почётный член Петербургской академии наук (1814).

## Биография
Фридрих Вильгельм Бессель, поступив учеником в один из торговых домов в Бремене, приобрел там познания в математике и заинтересовался астрономией. Одна астрономическая работа привлекла внимание Ольберса, по рекомендации которого он поступил в 1806 году к Шрётеру, в Лилиентале, в обсерваторию, где Бессель в течение четырёх лет занимал место наблюдателя.
Не обучавшись в гимназии и университете, получил докторскую степень Гёттингенского университета. Профессор Альбертины (Кёнигсбергского университета). Внёс большой вклад в изучение масштабов Вселенной, в том числе, в изучение параллакса. Проводил расчёты орбиты кометы Галлея. Основатель и директор Кёнигсбергской обсерватории. Определил положение 75000 звезд и создал обширные звездные каталоги. В 1838 году выполнил первые научно достоверные измерения годичного параллакса для звезды (61 Лебедя). Приоритет открытия годичного параллакса звёзд признается за Бесселем. В 1841 году по данным многих измерений вычислил размеры земного эллипсоида, которые широко применялись в геодезии и картографии вплоть до середины XX века. В 1844 году предсказал наличие у Сириуса и Проциона малоразличимых звёзд-спутников.
Фридрих Вильгельм Бессель скончался 17 марта 1846 года в городе Кёнигсберге (ныне Калининград), и был похоронен на кладбище в Кёнигсберге. В настоящий момент точное место захоронения Бесселя неизвестно. На участке, где оно располагалось, построен  многоэтажный жилой дом.

## Награды
- Премия Лаланда (1811)
- Золотая медаль Королевского астрономического общества (1829 и 1841)

## Память
- В его честь названы функции Бесселя и неравенство Бесселя.
- Имя Бесселя носила школа в Кёнигсберге (нем. Bessel-Ober-Realschule).
- Мемориальная мраморная плита в Калининграде (бывш. Кёнигсберг) на холме близ пересечения ул. Бесселя и ул. Генерала Галицкого.
- Утраченный Памятник Фридриху Вильгельму Бесселю.
- Памятник в Бремене.
- Кратер Бессель на Луне.
- Парк Бесселя в Берлине

## Фотогалерея

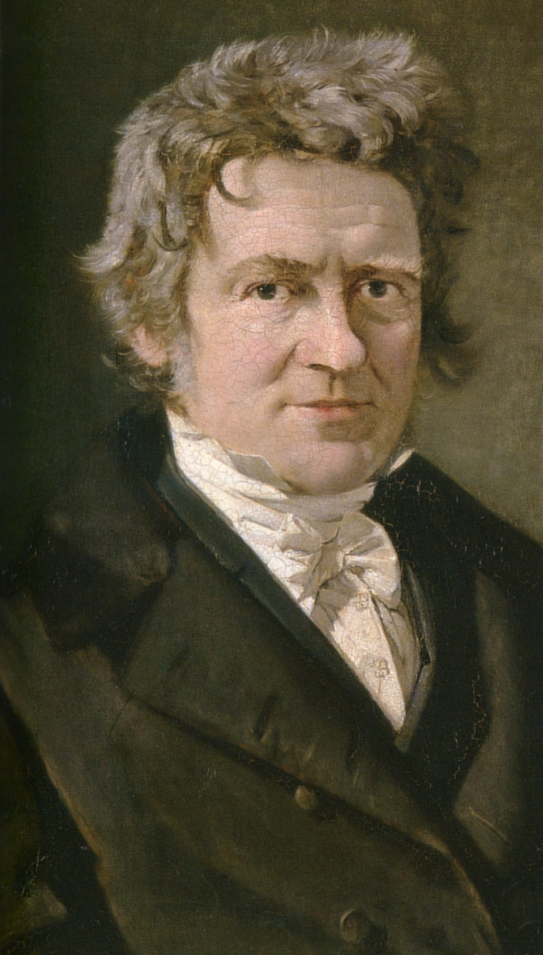
Портрет Бесселя 1846 года
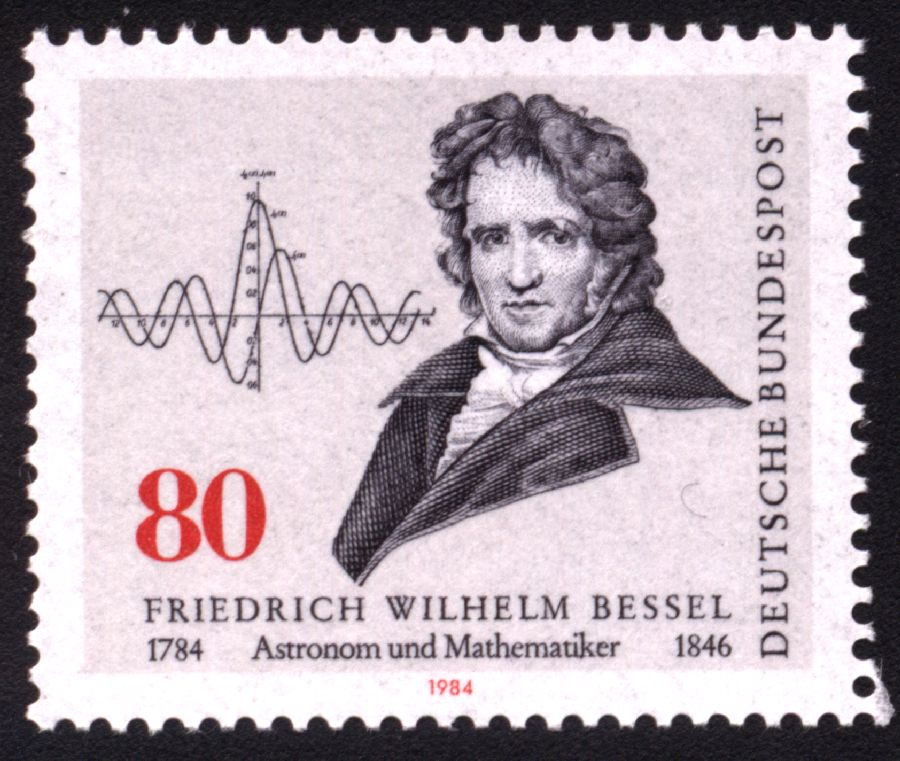
Почтовая марка Западной Германии 1984 года
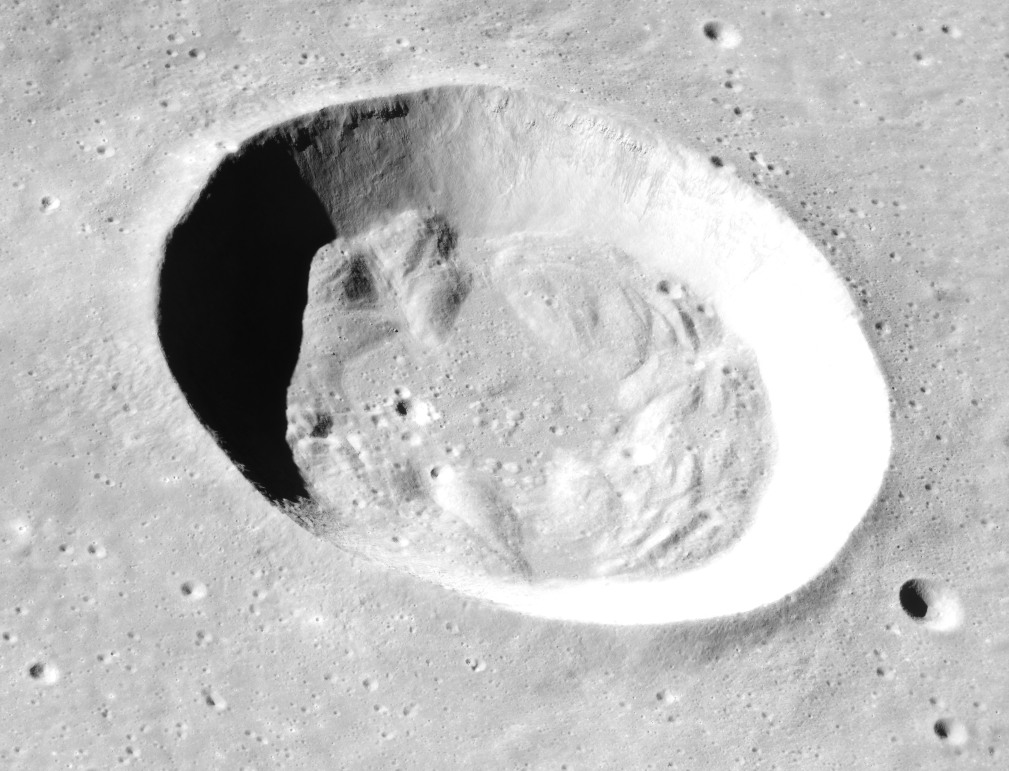
Кратер Бесселя на Луне
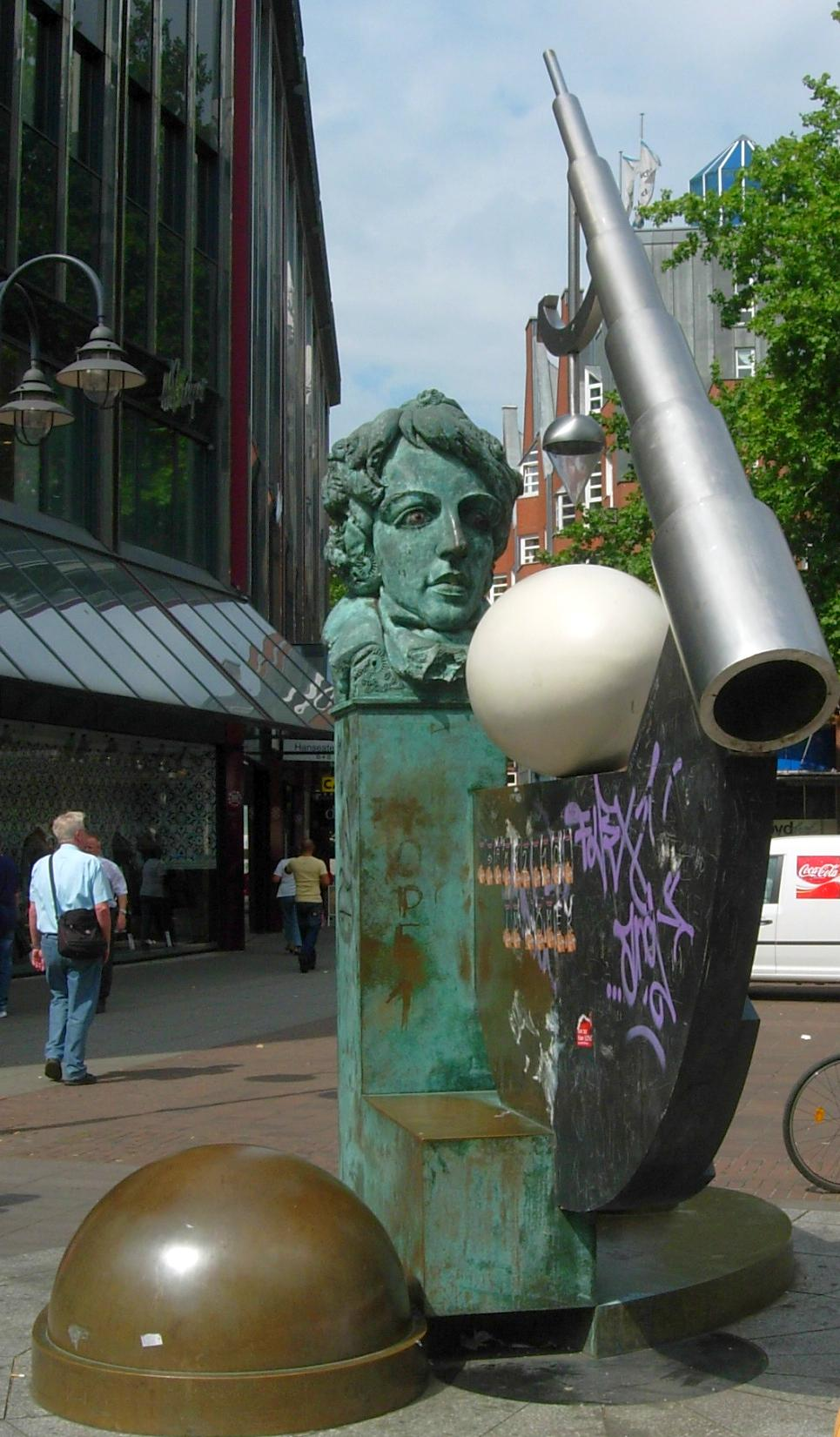
Памятник Бесселю в Бремене
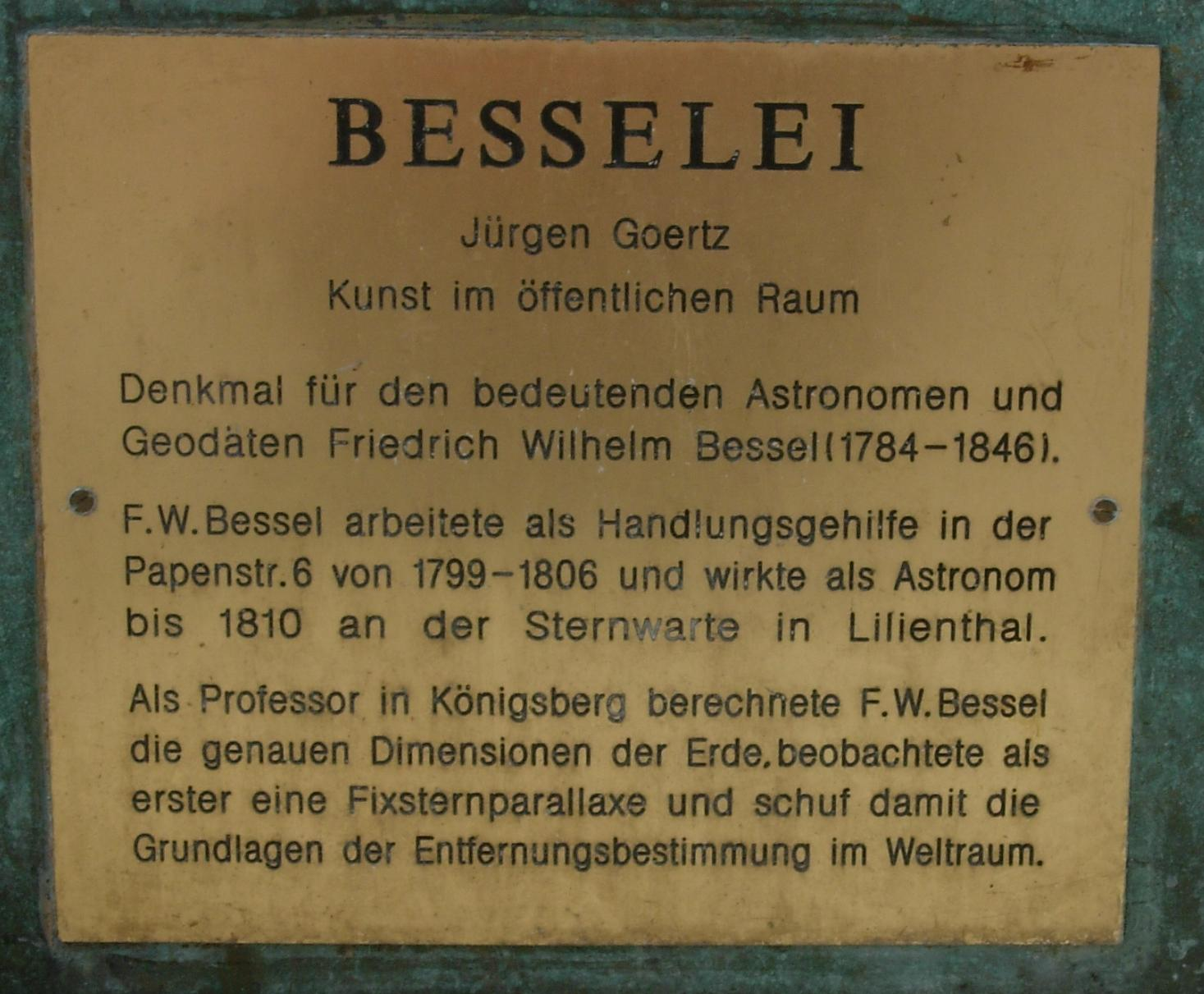
Надпись на памятнике Бесселю в Бремене
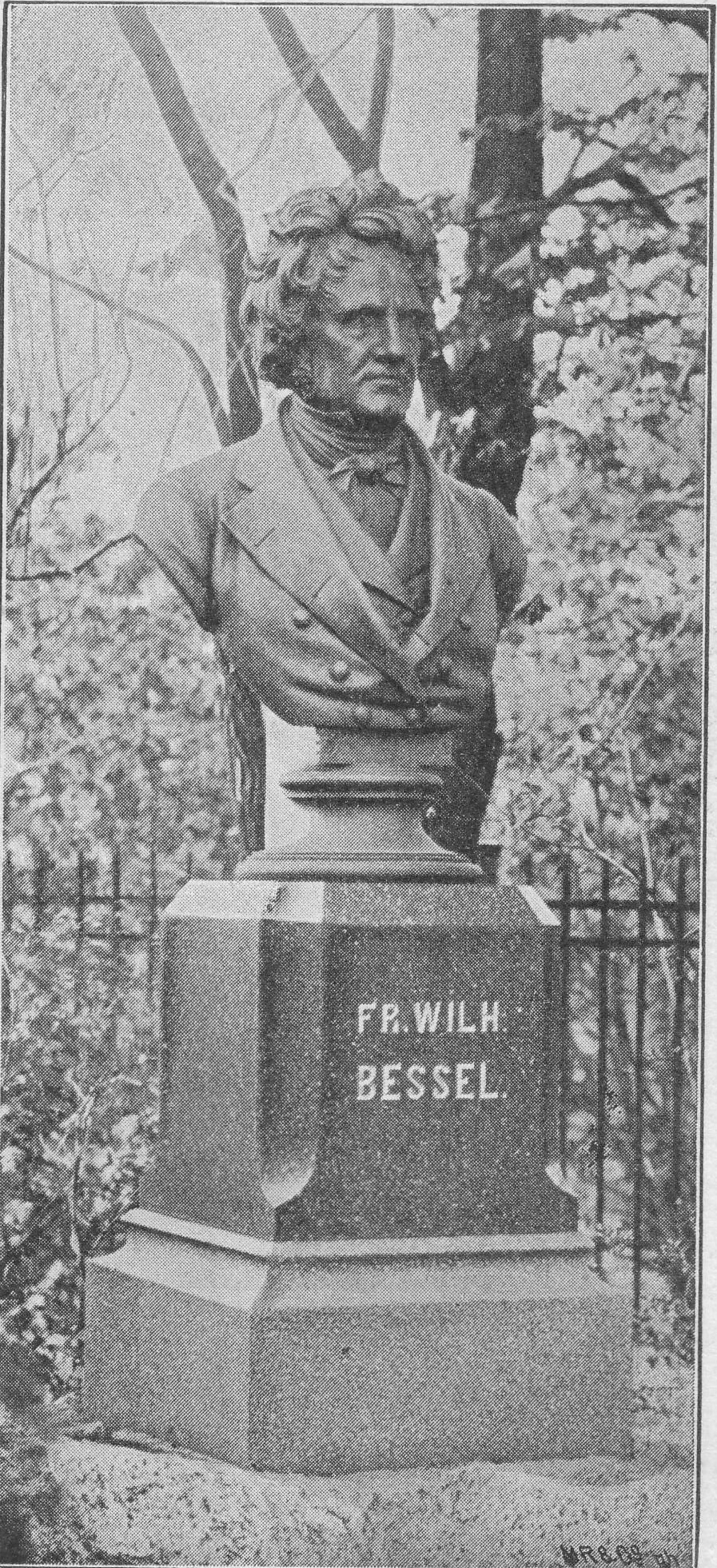
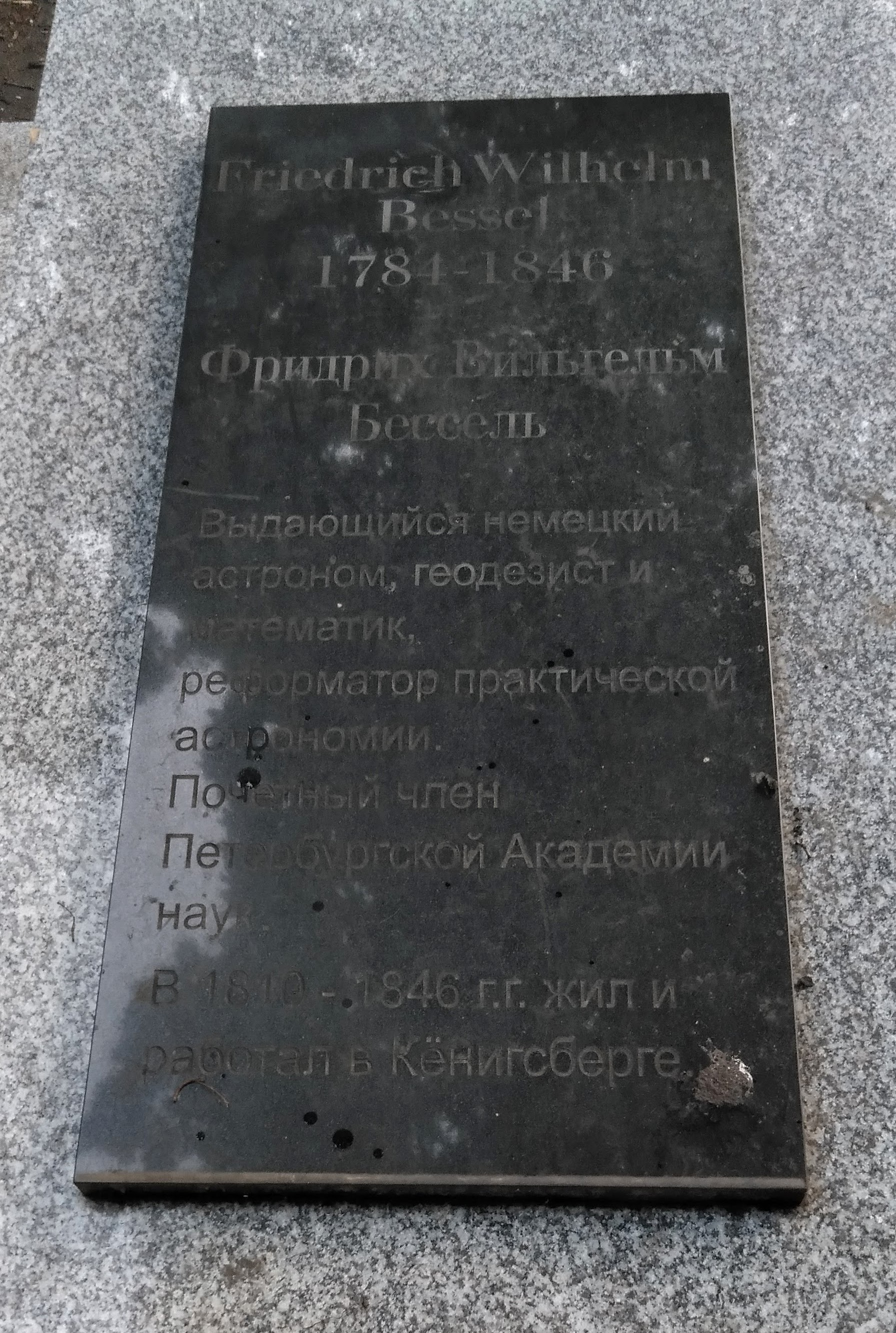
Мемориальная мраморная плита Фридриху Бесселю в Калининграде